# 贡唐仓·贡却丹贝仲美
贡唐仓·贡却丹贝仲美（藏語：གུང་ཐང་བསྟན་པའི་སྒྲོན་མེ་，威利转写：gung thang bstan pa'i sgron me，1762年—1823年）藏族，卓格（今甘肃省甘南藏族自治州夏河县美武上浪甘木村）人，第三世贡唐仓活佛。

## 生平
藏历十三胜生的水马年二月初八（1762年），出生于卓格。其父名叫太吾·嘉贤木，其母名叫博觉。5岁时，二世嘉木样活佛来到卓格扎西却派林寺，认出其为二世贡唐仓活佛的转世化身。1769年1月8日，7岁的他被迎入拉卜楞寺，1月13日在二世嘉木样活佛座下剃度，受沙弥戒，获法名“贡却丹贝仲美”。他还拜其他高僧为师，格西多然巴·洛桑仁钦为他教授了藏文字母拼读及“嘛尼六字真言心经”等等。9岁时，获八世达赖喇嘛致信赞扬，并获达赖喇嘛册封为“西热格吐诺门汗”衔号，赐一套堪布用具。10岁时，学习“得扎”（即因明部摄类学），并获二世嘉木样活佛教授了许多佛学知识；师从仁钦曲桑获得“瓦嘎噶当口传”、“大黑天”、“提婆”、“俱毗罗”传授；还随其他老师学习了主持宗教仪式的方式。藏历水蛇年（1773年）霍尔历二月三日，12岁时坐床。12岁时，他已经精通法称因明七论。他还学习了绘画及汉语、蒙古语等语言。
1778年，17岁的贡却丹贝仲美前往西藏拉萨留学，受到噶厦及八世达赖喇嘛的热烈欢迎，达赖喇嘛还专门接见了他。1778年8月7日，入哲蚌寺果莽扎仓学法。在该寺学法期间，拜霍尔·噶桑欧珠为师，还向八世达赖喇嘛献100匹马及350两白银，大量布施拉萨三大寺。后来，他赴后藏朝拜扎什伦布寺，并遇到了七世班禅额尔德尼，获班禅额尔德尼授密宗教义及仪轨，他给班禅额尔德尼献20匹马、200两白银。他又在西藏中部朝拜了不少寺庙，最后回到哲蚌寺。此后，他在该寺继续学习，掌握了五部大论、二十一部印度语注释；学习了哲蚌寺、色拉寺、甘丹寺的哲学教科书，学习了佛教宇宙论，还学习了各种印度及西藏作者撰写的大乘、小乘、阿毗达磨和律等佛经。他长于论辩，在哲蚌寺作为主持人参加了全部辩论竞赛。他还开始在班禅额尔德尼座下负责传授宗喀巴的《菩提道次第广论》、弥勒的《瑜珈师地论》。在西藏学习期间，他每年都大量布施三大寺僧众，共花了一万多两白银。
1782年，21岁的贡却丹贝仲美在八世达赖喇嘛座前受比丘戒。1786年藏历新年期间，25岁的贡却丹贝仲美在拉萨参加答辩，获拉然巴格西。由于他学识渊博，故人称“贡唐·嘉贝样”。此后，班禅额尔德尼和隆多喇嘛请他回到安多弘法，故同年7月贡却丹贝仲美启程，11月回到拉卜楞寺。
26岁时，贡却丹贝仲美留在伊嘎曲辛他的静修处和拉卜楞寺，修菩提道次第等，后来赴家乡卓格，应弟子们请求而讲经。1791年，贡却丹贝仲美正在察科达察寺修行，突然听说二世嘉木样活佛在青海甘都圆寂，随步行赶到甘都进行悼念，并护送其灵柩回到拉卜楞寺。
1792年3月14日，31岁的贡却丹贝仲美升任拉卜楞寺第21任总法台，任职7年。其间，他在卓格新修了寺院“噶丹拉雅林”，并经常在这里静坐冥想，直到圆寂之前。1796年，贡却丹贝仲美应土观·却吉尼玛以及佑宁寺僧众的邀请，前往佑宁寺兼任法台。其间，曾赴安多的不少格鲁派寺庙讲经。1803年，筹资新建了“见解脱贡唐大铜塔”，在铜塔开光时布施僧众，并撰写了《塔志·巨大天鼓》。1806年，嘉庆帝御赐此塔“三宝慈光普照世界”金匾。
1823年，贡却丹贝仲美圆寂，享年61岁。

## 著作
他的著作达十一卷，主要是关于“三藏”和密宗等不普遍的内明，此外还有关于声明、因明、诗歌、历史传记等方面的著作。他的哲学著作被哲蚌寺果莽扎仓指定为教科书，塔尔寺、拉卜楞寺还有西藏、蒙古乃至库伦和布里亚特的寺院也都将其指定为教科书。他的著作中，较有影响的有：
- 关于各种众轮奇幻格言
- 求学训戒
- 诗词例喻
- 真谛明镜
- 土观·却吉尼玛传
- 吉祥喜宴
- 水树喻格言
- 歌剧正道游戏
- 世故老人箴言
- 关于信声义和修辞
- 画匠更嘎和木匠更嘎的故事梗概及说明

## 弟子
弟子中较为著名的有：
- 赤钦火尔藏仓·久美柔贝桑盖
- 德哇仓·嘉样图丹尼玛
- 阿莽仓·贡却坚参
- 贾堪布·扎巴坚参
- 凯珠丹增
- 江龙